# Происшествие на вилле «Три конька»
Происшествие на вилле «Три конька» (англ. The Adventure of the Three Gables) — один из рассказов английского писателя Артура Конан Дойла о знаменитом сыщике Шерлоке Холмсе. Входит в завершающий сборник рассказов «Архив Шерлока Холмса», опубликованный в 1927 году.

## Сюжет
К Шерлоку Холмсу за помощью обращается миссис Мэри Мейберли. Однако едва он получает от неё письмо, на квартиру врывается громила-негр Стив Дикси и угрожает Холмсу, не стесняясь присутствия Ватсона. Резкий тон Холмса осаживает Дикси, и присмиревший бандит признается, что подослан ещё более опасным преступником, неким Барни Стокдейлом. Не испугавшись угроз, Холмс в сопровождении Ватсона выезжают на встречу с миссис Мейберли, которая рассказывает им о странном покупателе дома, который явился к ней спустя некоторое время после смерти её сына, Дугласа Мейберли. Покупатель за хорошую цену предложил купить у миссис Мейберли не только дом — виллу «Три конька» — но и все вещи, находящиеся в доме, кроме личной одежды и драгоценностей. Во время разговора Холмс уличает служанку миссис Мейберли в том, что она подслушивает беседу. Суровый разговор со служанкой ничего не дал, но служанка проговаривается, что её наняла какая-то очень богатая женщина. Холмс понимает, что для неких злоумышленников важна не покупка дома, а вещи покойного сына миссис Мейберли, которые после его смерти прибыли из Италии и хранятся в доме. Холмс предлагает миссис Мейберли перенести вещи Дугласа к себе в спальню и тщательно их осмотреть. Когда Холмс и Ватсон выходят от миссис Мейберли, они сталкиваются с уже известным бандитом Стивом Дикси: он следит за домом.
Ночью на виллу нападают преступники. Усыпив миссис Мейберли, грабители похищают все вещи её покойного сына. Остается лишь обрывок страницы некой рукописи. Судя по тексту, речь идет о мучениях джентльмена, которого избивают на глазах его бывшей возлюбленной. Холмс предлагает Ватсону отправиться к известной светской красавице Айседоре Кляйн. Вначале общение не складывается, но когда Холмс намекает на вмешательство полиции, Айседора решает все рассказать.
Оказывается, познакомившись в Италии с Кляйн, Дуглас Мейберли страстно в неё влюбился и собирался жениться. Но для неё находится более выгодный брак, и она отвергает ухаживания Мейберли. Айседоре даже приходится нанять бандитов, чтобы они избили Дугласа прямо на пороге её дома. Оскорбленный Дуглас решает написать автобиографическую книгу о своих злоключениях, ославив Айседору на весь мир как подлую и коварную женщину. Один экземпляр своей будущей книги Мейберли отправил свой бывшей возлюбленной, а другой — в багаже домой, в Англию. Поэтому Айседора вначале захотела, не афишируя истинную причину, выкупить компрометирующую её книгу, а потом вновь воспользовалась помощью бандитов. Холмс обещает не предавать дело огласке, но требует от Айседоры помочь матери Дугласа осуществить её мечту, купив пожилой женщине билет на корабль на кругосветное путешествие.